# ReloBus Transport Polska
ReloBus Transport Polska, do 2023 Arriva Bus Transport Polska – przewoźnik autobusowy, świadczący usługi komunikacji lokalnej, regionalnej i miejskiej z siedzibą w Toruniu. Do 26 września 2022 roku był częścią koncernu Arriva, który należy do niemieckiego holdingu Deutsche Bahn. Od 26 września 2022 roku własność firmy Mutares.
Siedziba przedsiębiorstwa znajduje się w Toruniu w budynku dworca autobusowego przy ulicy gen. Jana Henryka Dąbrowskiego 8/24.
Od października 2016 roku spółka Arriva Bus Transport Polska i Arriva RP tworzyły jedną strukturę zarządzania pod nazwą Arriva w Polsce. 26 września 2022 roku spółka Mutares zakupiła od Grupy Arriva w Polsce udziały w autobusowej części konsorcjum. 2 listopada 2023 spółka Arriva Transport Polska Sp. z o.o. poinformowała o zmianie swojej nazwy na ReloBus Transport Polska Sp. z o.o..

## Linie miejskie
Od 1 stycznia 2014 roku Arriva Bus Transport Polska rozpoczęła obsługę linii autobusowych na zlecenie ZKM Elbląg w Elblągu. Umowa obowiązuje na lata 2014–2020, a linie autobusowe obsługiwane są głównie przez fabrycznie nowe SOR BN 10,5 oraz Iveco Crossway 10.8LE.
Od 1 grudnia 2016 roku Arriva Bus Transport Polska obsługuje część miejskich linii autobusowych w Warszawie (od dnia 7.07.2020 do 18.07.2020 umowa była zawieszona). Przedsiębiorstwo obsługuje linie autobusami Solaris Urbino 12 III (9411–9459) oraz Solaris Urbino 12 Hybrid III (9401–9405), które stacjonują w zajezdni ITS Michalczewski przy ulicy Płochocińskiej 33 w Warszawie (ITS Michalczewski podnajął część swojego placu spółce Arriva). 23 kwietnia 2018 roku rozstrzygnięty został przetarg na obsługę linii ZTM Warszawa w latach 2018–2026. Wygrała go Arriva Bus i do obsługi połączeń wykorzystała 18 metrowe autobusy Solaris IV generacji na gaz CNG. 28 maja 2018 roku Arriva wygrała przetarg na obsługę linii ZTM Warszawa przez krótkie autobusy, do obsługi których wykorzystano pojazdy Otokar Vectio. Arriva Bus Polska zastąpiła obsługującą dotychczas wyżej wymienione linie spółkę Europa Express City.

## Oddziały
Oddziały spółki znajdują się w następujących miastach:
- Toruń (ul. Dąbrowskiego 8/24)[2]
- Chełmno (ul. Nad Groblą 15)[11]
- Tczew (ul. Armii Krajowej 86)[12]
- Warszawa (ul. Płochocińska 33)[13]